# 真名井古墳
真名井古墳（まないこふん）とは、大阪府富田林市新堂(現:南旭ケ丘町)に所在した古墳時代前期の前方後円墳。1961年に住宅地造成により墳丘が削平されることになり、大阪大学国史研究室による発掘調査が行なわれ、三角縁神獣鏡などの遺物が出土している。

## 概要
石川流域西方に広がる羽曳野丘陵の一支脈の突端に位置し、周囲の水田との間には30mに近い比高差がある。丘陵斜面との境界が判然としないが、全長60m、後円部直径40m、前方部幅20m、後円部の高さ5m、前方部の高さ1mの規模と認められる。墳丘は盛土などにより丘陵を大きく改変せずに、丘陵の地形を利用しており、前方部は地山を浅く削って、丘陵の稜線部を切断して形成したものである。調査時には段築は認められなかったが、傾斜面全面には葺石が覆っていた形跡があった。また、円筒埴輪列が樹立されていたようである（墳丘の全面調査はされていない）。

### 内部構造
後円部中央に粘土槨が設けられており、全長5.75m、幅は1.1mあった。槨内の木棺は朽失して材質は不明であるが、粘土槨内に印された痕跡では木棺の全長は5.33mに達し、幅は粘土槨の空間幅が53cmから65cmであることから、この前後と推測できる。形状は棺材の痕跡が割竹形木棺のように半円形をなさず、両端が角張っていたことから組合式（くみあわせしき）の構造が窺える。また粘土槨周囲には、広く礫石を充填した施設が有り、さらに粘土槨から延びる円礫を用いた長さ6.8mの溝状の施設が存在した。後円部の主体部の排水施設の役割があったと推定されている。

### 副葬品
粘土槨の内外から以下のような副葬品、遺物が出土している。
1. 三角縁三神獣獣帯鏡1面（径22.1cm、奈良県 新山古墳出土の1面とまた、群馬県柴崎蟹沢古墳出土の1面と同氾鏡である）
2. 平縁銅鏡破片2片（推定元は1面の画文帯神獣鏡　復元径18cm内外）
3. 碧玉製管玉2個
4. 碧玉製紡錘車3個
5. 刀身状利器2口（両方とも長さ34cm～35cmで全面に木鞘の痕跡有り）
6. 鉄鏃24本
7. 鉄斧頭　2個
8. 鉄鉇　3本
9. 鉄製棒状利器　2個（1つは長さ17cm、黒漆塗り木製柄着装、もう1つは長さ19cm弱、皮革様の錆着あり）
10. 鉄刀子　3個
11. 鉄錐　1個（残存長14.5cm、柄木が遺存）
12. 土師甕形土器　1個（木棺内　西端より出土）

## 築造年代
副葬品の内容はいわゆる前期古墳の性格に共通した傾向を指摘できるが、竪穴式石室を構築することを省略した手法から4世紀末の築造が推定されている。